# König-Albert-Museum (Chemnitz)

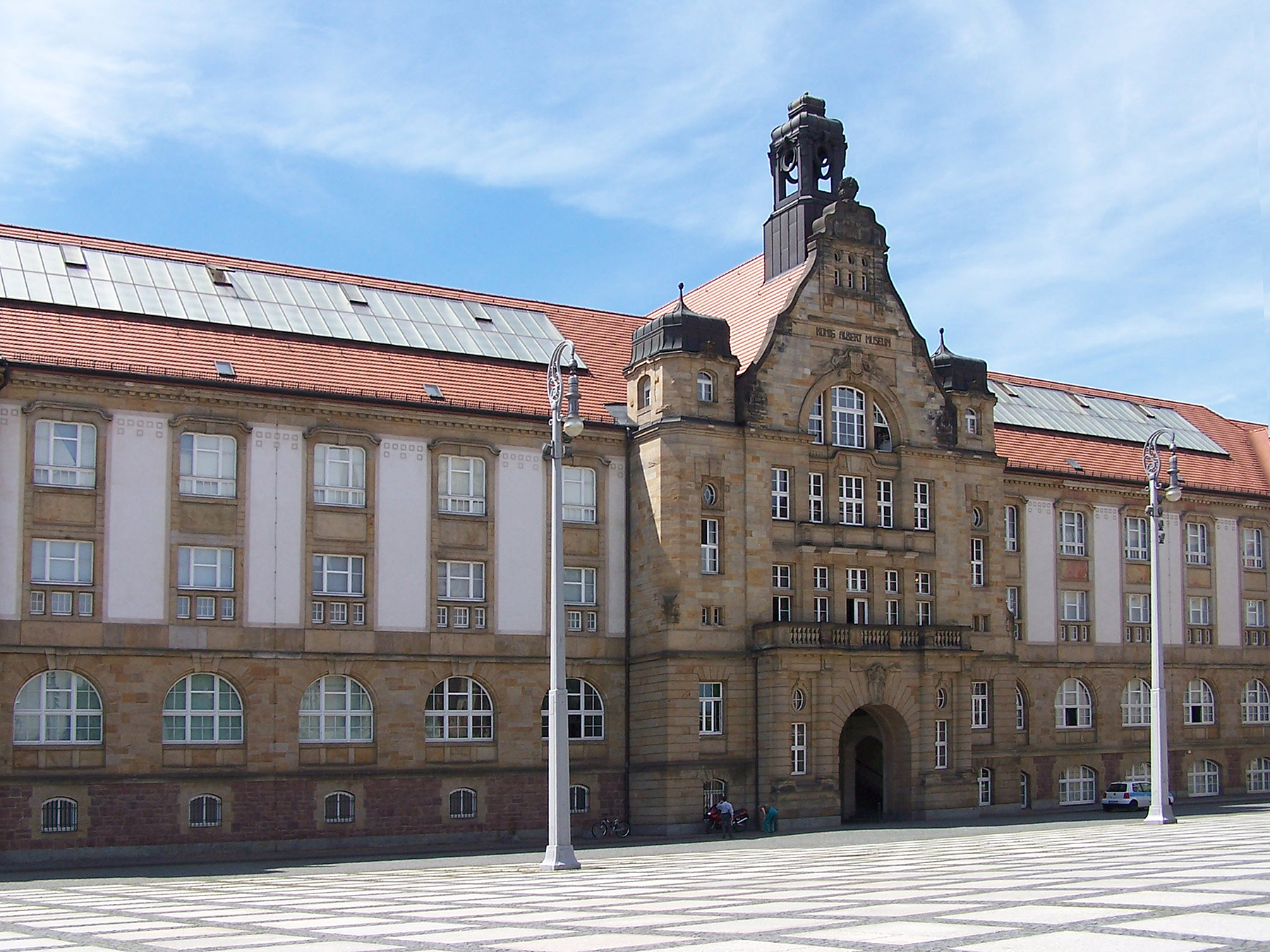
König-Albert-Museum

Das König-Albert-Museum in Chemnitz ist eines der bedeutendsten historischen Bauwerke Sachsens, die zu Ehren König Alberts und seiner Gemahlin Königin Carola errichtet wurden. Das Museumsgebäude wurde zeitgleich mit einer ganzen Reihe von Großbauten in Chemnitz wie dem Opernhaus, dem Gaswerk, der Barberina und dem Hotel Carola Anfang des 20. Jahrhunderts errichtet. Es ist Teil des Denkmalensembles am Theaterplatz, zu dem auch das Opernhaus, die Petrikirche und das Hotel Chemnitzer Hof gehören. Das Museum liegt im Zentrum der Stadt am Theaterplatz und an der Straße der Nationen. 

## Geschichte
1898 beschloss die Stadt Chemnitz anlässlich des 25. Thronjubiläums von König Albert, ein König-Albert-Museum zu errichten.
Das Gebäude wurde von Richard Möbius entworfen, die Bauausführung lag bei Otto Stäber. Die Verwendung des einheimischen Baumaterials, dem „Roten Granit von Mittweida“, wie es auch bei anderen Repräsentationsbauten von Chemnitz benutzt wurde, zeichnen das Gebäude aus. 
Nach Fertigstellung des Museumgebäudes 1908 konnten die Sammlungen der Stadt einziehen, darunter die Kunsthütte, die Vorlagensammlung des Kunstgewerblichen (gegründet 1884) und des Industrievereins (gegründet 1898) sowie die Städtischen Naturwissenschaftlichen Sammlungen. Sie fanden in den weiträumigen, hellen Oberlichtsälen hervorragende Bedingungen für die Präsentation ihrer Sammlungen vor. Im Beisein des sächsischen Königs Friedrich August III. wurden am 1. September 1909 das Theater und das König-Albert-Museum feierlich eröffnet.
Während des Zweiten Weltkriegs wurde der Museumsbau 1945 stark beschädigt. Er war auch in der Wendezeit in einem desolaten Zustand. 1991/1992 wurde das Haus saniert und als Städtische Kunstsammlung, heute Kunstsammlungen am Theaterplatz der Kunstsammlungen Chemnitz, wieder eröffnet.